# Olpium lindbergi
Olpium lindbergi är en spindeldjursart som beskrevs av Beier 1959. Olpium lindbergi ingår i släktet Olpium och familjen Olpiidae. Inga underarter finns listade i Catalogue of Life.